# ア・ソング・フォー・ユー
「ア・ソング・フォー・ユー」（A Song for You）は、アメリカ合衆国のシンガーソングライター、レオン・ラッセルが1970年のアルバム『レオン・ラッセル』で発表した楽曲。間もなく他のアーティストに数多くカバーされるようになった。邦題は「ソング・フォー・ユー」と記述されることもある。

## カバーした主なアーティスト
- ダニー・ハサウェイ - 1971年のカバーアルバム『ダニー・ハサウェイ』に収録。ライブでも歌唱され、没後リリースのライブ・アルバム『イン・パフォーマンス』（1980年）[2]及び『ソングス・フォー・ユー LIVE!』（2004年）にも収録された[3]。
- アンディ・ウィリアムス - 1971年のシングル。
- ヘレン・レディ - 1971年のアルバム『I Don't Know How to Love Him』に収録。
- カーペンターズ - 1972年のアルバム『ア・ソング・フォー・ユー』に収録。
- シェール - 1972年のアルバム『フォクシー・レディー』に収録。
- カーメン・マクレエ - 1972年のライブアルバム『グレート・アメリカン・ソングブック』に収録。
- アレサ・フランクリン - 1974年のアルバム『輝く愛の世界』に収録。
- ジョー・コッカー - 1976年のアルバム『Stingray』に収録。
- 久保田利伸 - 1985年頃にデビュー前に製作しデモテープ『すごいぞ!テープ』に収録。
- 池田聡 - 1987年のアルバム『JE REVIENS avec 'La Rose Noire'』に、ライブバージョンにて収録。
- レイ・チャールズ - 1993年のアルバム『マイ・ワールド』に収録。グラミー賞の最優秀男性R&Bボーカル賞を受賞。
- ニール・ショーン - 2001年のアルバム『情熱の音色〜ヴォイス』に、インストゥルメンタルとして収録[4]。
- デヴィッド・キャシディ - 2003年のアルバム『A Touch of Blue』に収録。
- 鈴木雅之 -2001年のカバーアルバム「Soul Legend」に収録。
- アンジェラ・アキ - 2005年のミニアルバム『ONE』に自身の日本語詞をつけて収録。
- シンプリー・レッド - 2005年のアルバム『Simplified』に収録。
- ノルウェン・ルロワ - 2007年のアルバム『Histoires Naturelles Tour』に収録。
- ホイットニー・ヒューストン - 1991年に湾岸戦争からの帰還兵の慰問コンサートで歌い、2009年の最後のアルバム『アイ・ルック・トゥ・ユー』にダンスバージョンで収録[5]。
- 大黒摩季 - 2009年のアルバム『LUXURY 22-24pm』に収録。
- エイミー・ワインハウス - 2009年春に録音を残し、没後リリースのアルバム『ライオネス:ヒドゥン・トレジャーズ』（2011年）に収録された[5]。
- 野口五郎 - コンサートの定番曲。
- 竹渕慶 - 2023年のEP『Songs for You』に収録。